# SFO Airport
SFO Airport is het metrostation van het BART netwerk op de internationale luchthaven van San Francisco. Het station kent drie kopsporen waarvan het middelste tussen de eilandperrons ligt en dus aan weerszijden een perron heeft. In de normale dienst worden alleen de buitenste sporen gebruikt, de binnenkomende metro's komen aan op het spoor uit de richting waar ze vandaan komen. Vertrekkende metro's buigen na vertrek af naar het middelste spoor waarna ze naar het noorden of zuiden kunnen rijden. Door een ongelijkvloerse kruising van de sporen in de noordboog kunnen vertrekkende en binnenkomende metro's elkaar ongehinderd kruisen.